# Suuri Mäntysaari (ö i Södra Karelen, Villmanstrand, lat 61,28, long 28,34)
Suuri Mäntysaari är en ö i Finland. Den ligger i sjön Saimen och i kommunen Taipalsaari i den ekonomiska regionen  Villmanstrands ekonomiska region  och landskapet Södra Karelen, i den södra delen av landet, 220 km nordost om huvudstaden Helsingfors. Öns area är 57,1 hektar och dess största längd är 1,2 kilometer i öst-västlig riktning.